# Falling into Infinity
Falling into Infinity (в пер. с англ.  «Падая в бесконечность») — четвёртый студийный альбом американской прогрессив-метал-группы Dream Theater, вышедший 23 сентября 1997 года на лейбле East West. Альбом записывался со 2 июня по 30 июля 1997 года на студии Avatar Studios в Нью-Йорке. Автором обложки альбома стал знаменитый художник Сторм Торгесон, известный авторством многих обложек альбомов группы Pink Floyd.

## Об альбоме
Несмотря на относительный успех третьего студийного альбома Awake, группа была не совсем удовлетворена звуком. Лейбл звукозаписи East West оказал давление на группу, чтобы та написала более коммерческий альбом. Первоначально планировалось выпустить альбом из двух дисков, продолжительностью 140 минут, но лейбл звукозаписи отказался выпускать такой, как правило, дорогостоящий альбом и даже принял на работу Десмонда Чайлда, чтобы тот помог группе переписать «You Or Me» (в переводе с англ. — «Ты или я»), которая стала называться «You Not Me» (в переводе с англ. — «Ты не я»), с отредактированной лирикой, хоровыми вставками и сокращенным гитарным соло. «You Or Me» в первоначальном варианте вышла только на сингле «Hollow Years» как демоверсия.

## Список композиций
1. «New Millennium» 8:20
2. «You Not Me» 4:58
3. «Peruvian Skies» 6:43
4. «Hollow Years» 5:53
5. «Burning My Soul» 5:29
6. «Hell’s Kitchen» 4:16
7. «Lines in the Sand» 12:05
8. «Take Away My Pain» 6:03
9. «Just Let Me Breathe» 5:28
10. «Anna Lee» 5:51
11. «Trial of Tears» 13:07
 I. «It’s Raining»
 II. «Deep in Heaven»
 III. «The Wasteland»

## В записи альбома принимали участие
- Джеймс ЛаБри — вокал
- Джон Маянг — бас-гитара
- Джон Петруччи — гитара
- Майк Портной — ударные
- Дерек Шеринян — клавишные

### Приглашённый гость
- Даг Пинник — бэк-вокал на «Lines in the Sand»

## Позиции в чартах
Биллборд 200:
- Falling into Infinity — #52

Чарт альбомов в Великобритании:
- Falling into Infinity — #163

Биллборд майнстрим рок синглы:
- Burning My Soul — #33
- You Not Me — #40